# فرانسيس أوغست كولير
 كان اللواء البحري السير فرانسيس أوغوست كولير (7 أغسطس 1786 - 28 أكتوبر 1849) ضابطًا كبيرًا في البحرية الملكية البريطانية خلال أوائل القرن التاسع عشر.
ولد كولير في عائلة بحرية ، وخدم في الحروب الثورية الفرنسية وحارب في معركة النيل ضد الرائد هوراشيو نيلسون .
خلال الحروب النابليونية ، شارك في حملات في جزر الهند الغربية وفي عام 1819 قاد عملية ضد القراصنة في الخليج الفارسي .
وظل في الخدمة لمدة الثلاثين عامًا التالية ، وعقد عدة أوامر قبل وفاته في عام 1849 كقائد لسرب الصين في هونغ كونغ .

## حياته السابقة
ولد كوليير عام 1785/6 ، نجل الأميرال السير جورج كولير وزوجته إليزابيث فراير. في عام 1794 دخل البحرية الملكية بعمر 11 سنة وعمل مع أسطول القناة لعدة سنوات قبل أن يتم نقله إلى البحر الأبيض المتوسط .
في عام 1798 ، انخرط فانجارد وكولير في معركة النيل ، وانتقل بعد ذلك مع نيلسون إلى سفينة إتش إم إس فودرويانت ، وخدم على متنها حتى عام 1802 وعقد معاهدة أميان . 

## حياته
توفي في أكتوبر 1849 في هونغ كونغ ، ودفن في هونغ كونغ . وعاش سنواته الاخيرة مع زوجته الثانية ، كاثرين ثيسلثويت ، التي تزوجها عام 1831 ، وطفلتها سيلينا كاثرين كولير ، 